# Heteragrion icterops
Heteragrion icterops är en trollsländeart som beskrevs av Selys 1862. Heteragrion icterops ingår i släktet Heteragrion och familjen Megapodagrionidae. Inga underarter finns listade i Catalogue of Life.